# Galilæa
Galilæa (lat. Galileia) er et område i det nordlige Israel mellem Libanon, Karmel og Tiberias-søen med den frugtbare Jizreel-slette. Navnet kommer sandsynligvis fra det hebraiske ord galil (= cirkel). Den jødiske historiker Josefus delte landet ind i Øvre Galilæa i nord og vest, med de høje bjerge, nogle mere end tusinde meter høje, mens Nedre Galilæa er området rundt Genesaret sø, ca 180 meter under havets overflade, hvor der findes områder med frugtbar jord.
Området huser en række bibelske byer: Nazareth, Kana, Nain, Kapernaum og Tiberias. Befolkningen var i bibelsk tid blandet hedensk og jødisk. Således var Jesus og mange af hans disciple fra Galilæa.
I perioden 37-4 f.v.t. var Galilæa en del af Herodes den Stores rige. Ved dennes død blev Herodes Antipas tetrark af Galilæa og Perea og han fortsatte som sådan indtil år ca. 39 e.v.t. Herefter overgik området til kong Herodes Agrippa I til dennes død i 44 e.v.t.